# Bundestagswahlkreis Odenwald – Tauber
Der Wahlkreis Odenwald – Tauber (2005: Wahlkreis 277, 2009: Wahlkreis 276) ist ein Bundestagswahlkreis in Baden-Württemberg.

## Wahlkreis
Der Wahlkreis umfasst den Main-Tauber-Kreis und den Neckar-Odenwald-Kreis im Norden des Bundeslandes. Bis 1980 trug der Wahlkreis, der bislang immer von den Direktkandidaten der CDU gewonnen wurde, den Namen Tauberbischofsheim.
Bei der Bundestagswahl 2021 waren 209.418 Einwohner wahlberechtigt.

## Wahlkreisgeschichte
| Wahl      | Wahlkreisname          | Gebiet                                                            |
| --------- | ---------------------- | ----------------------------------------------------------------- |
| 1949      | 8 Tauberbischofsheim   | Landkreis Tauberbischofsheim, Landkreis Buchen                    |
| 1953–1961 | 182 Tauberbischofsheim | Landkreis Tauberbischofsheim, Landkreis Buchen                    |
| 1965–1976 | 185 Tauberbischofsheim | Landkreis Tauberbischofsheim, Landkreis Buchen, Landkreis Mosbach |
| 1980–1998 | 181 Odenwald – Tauber  | Neckar-Odenwald-Kreis, Main-Tauber-Kreis                          |
| 2002–2005 | 277 Odenwald – Tauber  | Neckar-Odenwald-Kreis, Main-Tauber-Kreis                          |
| seit 2009 | 276 Odenwald – Tauber  | Neckar-Odenwald-Kreis, Main-Tauber-Kreis                          |

## Wahlkreisabgeordnete
| Wahl | Abgeordneter | Abgeordneter      | Partei | Stimmen in % |
| ---- | ------------ | ----------------- | ------ | ------------ |
| 1949 |              | Oskar Wacker      | CDU    |              |
| 1953 |              | Oskar Wacker      | CDU    |              |
| 1957 |              | August Berberich  | CDU    |              |
| 1961 |              | August Berberich  | CDU    |              |
| 1965 |              | August Berberich  | CDU    |              |
| 1969 |              | Karl Miltner      | CDU    |              |
| 1972 |              | Karl Miltner      | CDU    |              |
| 1976 |              | Karl Miltner      | CDU    |              |
| 1980 |              | Karl Miltner      | CDU    |              |
| 1983 |              | Karl Miltner      | CDU    |              |
| 1987 |              | Karl Miltner      | CDU    |              |
| 1990 |              | Siegfried Hornung | CDU    |              |
| 1994 |              | Siegfried Hornung | CDU    |              |
| 1998 |              | Siegfried Hornung | CDU    |              |
| 2002 |              | Kurt Segner       | CDU    |              |
| 2005 | 53,9         | Kurt Segner       | CDU    |              |
| 2009 |              | Alois Gerig       | CDU    | 50,3         |
| 2013 | 59,1         | Alois Gerig       | CDU    |              |
| 2017 | 46,9         | Alois Gerig       | CDU    |              |
| 2021 |              | Nina Warken       | CDU    | 35,8         |
| 2025 | 42,8         | Nina Warken       | CDU    |              |

## Wahlergebnisse

### Bundestagswahl 2025
| Kandidaten                                            | Kandidaten                      | Parteien/Listen     | Erststimmen | Erststimmen | Zweitstimmen | Zweitstimmen |
| Kandidaten                                            | Kandidaten                      | Parteien/Listen     | Stimmen     | %           | Stimmen      | %            |
| ----------------------------------------------------- | ------------------------------- | ------------------- | ----------- | ----------- | ------------ | ------------ |
|                                                       | Nina Ingrid Warkengewählt im WK | CDU                 | 72.796      | 42,8        | 61.951       | 36,4         |
|                                                       | Philipp Hensinger               | SPD                 | 24.015      | 14,1        | 22.572       | 13,3         |
|                                                       | Horst Marco Berger              | GRÜNE               | 13.335      | 7,8         | 14.283       | 8,4          |
|                                                       | Mirwais Wafa                    | FDP                 | 5.336       | 3,1         | 8.157        | 4,8          |
|                                                       | Johann Martel                   | AfD                 | 39.072      | 23,0        | 40.149       | 23,6         |
|                                                       | Robert Binder                   | LINKE               | 7.689       | 4,5         | 8.330        | 4,9          |
|                                                       | Elisabeth Margarete Beck        | dieBasis            | 1.892       | 1,1         | 698          | 0,4          |
|                                                       | Eberhard Rainer Leutz           | FREIE WÄHLER        | 5.759       | 3,4         | 3.245        | 1,9          |
|                                                       | –                               | Tierschutzpartei    | –           | –           | 1.475        | 0,9          |
|                                                       | –                               | Die PARTEI          | –           | –           | 698          | 0,4          |
|                                                       | –                               | Volt                | –           | –           | 778          | 0,5          |
|                                                       | –                               | ÖDP                 | –           | –           | 437          | 0,3          |
|                                                       | –                               | Bündnis C           | –           | –           | 235          | 0,1          |
|                                                       | –                               | MLPD                | –           | –           | 31           | 0,0          |
|                                                       | –                               | BÜNDNIS DEUTSCHLAND | –           | –           | 196          | 0,1          |
|                                                       | –                               | BSW                 | –           | –           | 7.098        | 4,2          |
| Gesamt                                                | Gesamt                          | Gesamt              | 169.892     | 100         | 170.333      | 100          |
|                                                       |                                 |                     |             |             |              |              |
| Ungültige Stimmen                                     | Ungültige Stimmen               | Ungültige Stimmen   | 1.520       | 0,9         | 1.079        | 0,6          |
| Wähler                                                | Wähler                          | Wähler              | 171.412     | 83,0        | 171.412      | 83,0         |
| Wahlberechtigte                                       | Wahlberechtigte                 | Wahlberechtigte     | 206.482     |             | 206.482      |              |
|                                                       |                                 |                     |             |             |              |              |
| Quellen: Die Bundeswahlleiterin, Kandidaten – Stimmen |                                 |                     |             |             |              |              |

### Bundestagswahl 2021
Zur Bundestagswahl am 26. September 2021 hatte folgendes Ergebnis:
| Direktkandidat                   | Partei               | Erststimmen in % | Zweitstimmen in % |
| -------------------------------- | -------------------- | ---------------- | ----------------- |
| Nina Warken                      | CDU                  | 35,8             | 30,4              |
| Anja Lotz                        | SPD                  | 20,6             | 22,2              |
| Charlotte Schneidewind-Hartnagel | GRÜNE                | 11,0             | 11,1              |
| Timo Breuninger                  | FDP                  | 9,7              | 13,0              |
| Christina Baum                   | AfD                  | 12,1             | 12,0              |
| Robert Binder                    | Die Linke            | 2,3              | 2,5               |
| —                                | Tierschutzpartei     | —                | 1,2               |
| Dominik Leuser                   | DIE PARTEI           | 1,6              | 1,0               |
| Stefan Grimm                     | FREIE WÄHLER         | 4,6              | 2,9               |
| —                                | Piraten              | —                | 0,3               |
| —                                | ÖDP                  | —                | 0,4               |
| —                                | NPD                  | —                | 0,2               |
| —                                | DiB                  | —                | 0,1               |
| —                                | MLPD                 | —                | 0,0               |
| —                                | DKP                  | —                | 0,0               |
| Dieter Schwarz                   | dieBasis             | 2,2              | 1,7               |
| —                                | Bündnis C            | —                | 0,2               |
| —                                | BÜRGERBEWEGUNG       | —                | 0,1               |
| —                                | BÜNDNIS21            | —                | 0,0               |
| —                                | LKR                  | —                | 0,0               |
| —                                | Die Humanisten       | —                | 0,1               |
| —                                | Gesundheitsforschung | —                | 0,2               |
| —                                | Team Todenhöfer      | —                | 0,2               |
| —                                | Volt                 | —                | 0,2               |

### Bundestagswahl 2017
Die Bundestagswahl am 24. September 2017 brachte das folgende Wahlergebnis:
| Direktkandidat                   | Partei    | Erststimmen in % | Zweitstimmen in % |
| -------------------------------- | --------- | ---------------- | ----------------- |
| Alois Gerig                      | CDU       | 46,9             | 39,8              |
| Dorothee Schlegel                | SPD       | 19,1             | 16,9              |
| Charlotte Schneidewind-Hartnagel | GRÜNE     | 6,9              | 8,5               |
| Carina Schmidt                   | FDP       | 7,1              | 10,9              |
| Christina Baum                   | AfD       | 13,6             | 13,8              |
| Rolf Grüning                     | Die Linke | 5,2              | 5,5               |
| Herbert Alexander Gebhardt       | ÖDP       | 1,3              | 0,7               |

Dorothee Schlegel verpasste den Wiedereinzug in den Bundestag über die Landesliste der SPD; ebenso Margaret Horb über die Landesliste der CDU. Nina Warken konnte infolge der Wahl von Stephan Harbarth zum Richter des Bundesverfassungsgerichts im November 2018 am 5. Dezember 2018 in den Deutschen Bundestag nachrücken. Charlotte Schneidewind-Hartnagel Platz auf der Grünen Landesliste reichte zunächst auch nicht für ein Bundestagsmandat aus. Sie konnte jedoch am 1. November 2019 für Kerstin Andreae nachrücken, die zum Bundesverband Energie- und Wasserwirtschaft gewechselt war.

### Bundestagswahl 2013
| Direktkandidat     | Partei                | Erststimmen in % | Zweitstimmen in % |
| ------------------ | --------------------- | ---------------- | ----------------- |
| Alois Gerig        | CDU                   | 59,1             | 51,9              |
| Dorothee Schlegel  | SPD                   | 21,3             | 19,8              |
| Ulrike Quoos       | FDP                   | 1,8              | 5,2               |
| Hans-Detlef Ott    | Bündnis 90/Die Grünen | 5,9              | 7,2               |
| Volker Bohn        | Die Linke.            | 3,4              | 4,2               |
| Susanna von Dewitz | PIRATEN               | 1,9              | 2,0               |
| Johannes Zimmerer  | ÖDP                   | 1,0              | 0,7               |
| Tobias Erdmann     | NPD                   | 1,4              | 1,3               |
| Uwe Wanke          | AfD                   | 4,1              | 5,2               |
| -                  | Sonstige              | -                | 2,6               |

Zum Direktkandidaten wurde Alois Gerig wiedergewählt. Dorothee Schlegel zog über die Landesliste der SPD in den Bundestag ein. Ebenso zogen Nina Warken und Margaret Horb, die sich um kein Direktmandat beworben hatten, über die Landesliste der CDU in den Bundestag ein.

### Bundestagswahl 2009
| Direktkandidat     | Partei                | Erststimmen in % | Zweitstimmen in % | Bundestagswahl 2005 Zweitstimmen in % |
| ------------------ | --------------------- | ---------------- | ----------------- | ------------------------------------- |
| Alois Gerig        | CDU                   | 50,3             | 42,0              | 46,7                                  |
| Gabriele Teichmann | SPD                   | 20,0             | 18,5              | 27,5                                  |
| Christine Denz     | Bündnis 90/Die Grünen | 8,8              | 9,2               | 6,8                                   |
| Carina Schmidt     | FDP                   | 11,5             | 16,9              | 10,6                                  |
| –                  | REP                   | –                | 0,9               | 1,1                                   |
| Rolf Grüning       | Die Linke.            | 6,6              | 6,9               | 3,5                                   |
| –                  | PBC                   | –                | 0,3               | 0,4                                   |
| Wolfgang Wüst      | NPD                   | 1,9              | 1,3               | 1,4                                   |
| Anita Spinner      | ödp                   | 1,0              | 0,8               | -                                     |
| –                  | BüSo                  | –                | 0,1               | 0,1                                   |
| –                  | PIRATEN               | -                | 1,8               | –                                     |
| –                  | MLPD                  | –                | 0,0               | 0,0                                   |
| –                  | DIE VIOLETTEN         | –                | 0,2               | -                                     |
| –                  | Die Tierschutzpartei  | –                | 0,8               | -                                     |
| –                  | Volksabstimmung       | –                | 0,2               | -                                     |
| –                  | DVU                   | –                | 0,1               | -                                     |

### Bundestagswahl 2005
| Direktkandidat   | Partei                | Erststimmen in % | Zweitstimmen in % | Bundestagswahl 2002 Zweitstimmen in % |
| ---------------- | --------------------- | ---------------- | ----------------- | ------------------------------------- |
| Kurt Segner      | CDU                   | 53,9             | 46,7              | 51,6                                  |
| Thomas Kraft     | SPD                   | 29,9             | 27,5              | 29,9                                  |
| Tobias Stindl    | Bündnis 90/Die Grünen | 5,0              | 6,8               | 7,5                                   |
| Stefan Kozole    | FDP                   | 4,0              | 10,6              | 6,5                                   |
| –                | REP                   | –                | 1,1               | 1,2                                   |
| Burkhard Malotke | Die Linke.            | 3,1              | 3,5               | 0,6                                   |
| –                | PBC                   | –                | 0,4               | 0,4                                   |
| Wolfgang Wüst    | NPD                   | 2,0              | 1,4               | 0,3                                   |
| –                | GRAUE                 | –                | 0,3               | 0,1                                   |
| –                | BüSo                  | –                | 0,1               | 0,1                                   |
| Thomas Mütsch    | FAMILIE               | 2,1              | 1,4               | –                                     |
| –                | MLPD                  | –                | 0,0               | –                                     |
| –                | Offensive D           | –                | –                 | 0,4                                   |
| –                | Die Tierschutzpartei  | –                | –                 | 0,4                                   |
| –                | Die FRAUEN            | –                | –                 | 0,2                                   |
| –                | CM                    | –                | –                 | 0,1                                   |